# Stelis aequoris
Stelis aequoris är en orkidéart som beskrevs av Carlyle August Luer och Alexander Charles Hirtz. Stelis aequoris ingår i släktet Stelis och familjen orkidéer. Inga underarter finns listade i Catalogue of Life.